# St. Johannes Nepomuk (Eberbach)

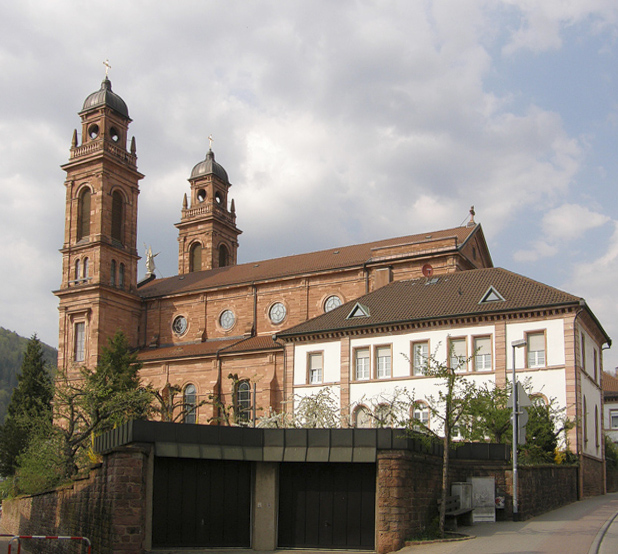
St.-Johannes-Nepomuk-Kirche

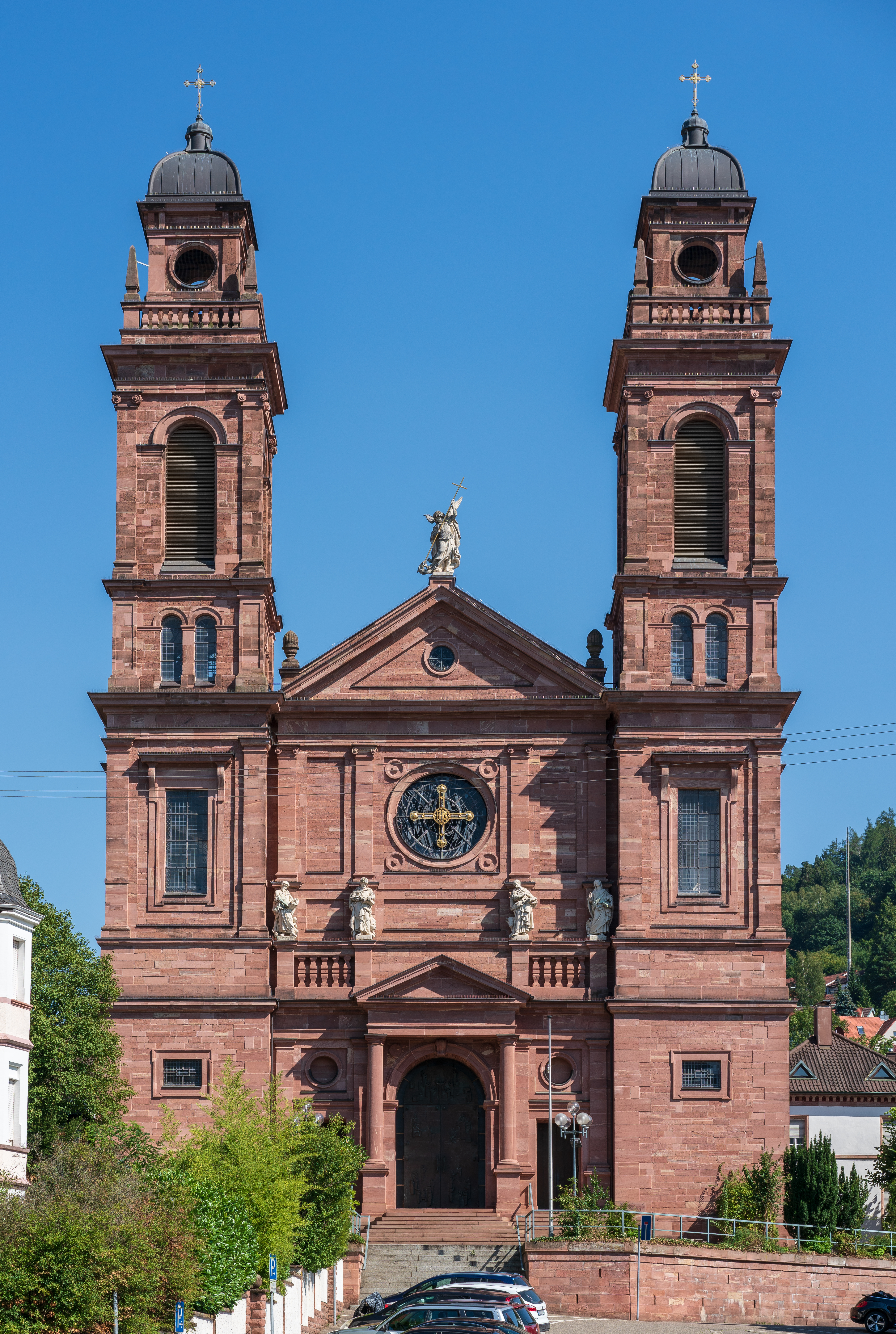
Frontansicht

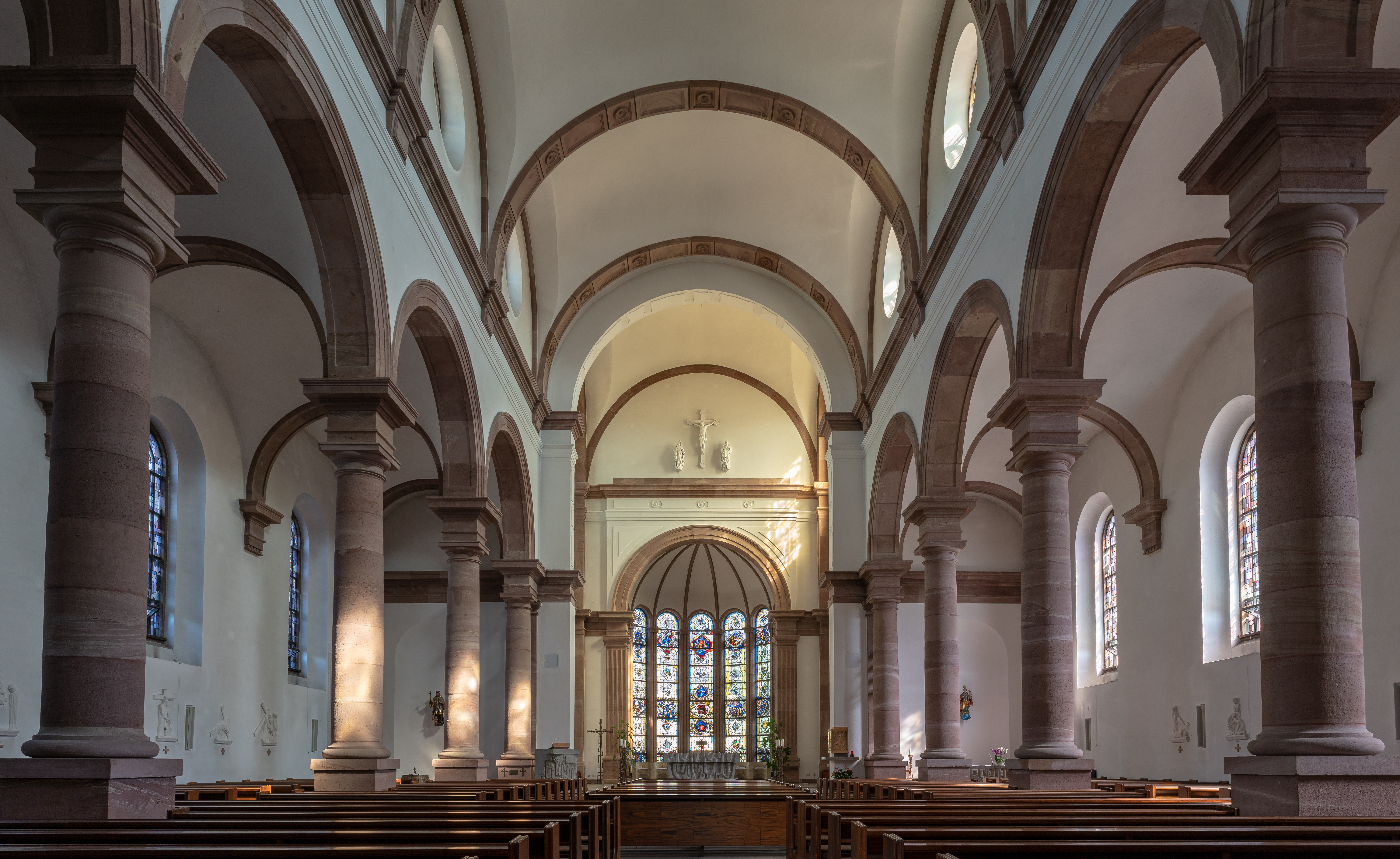
Innenraum

Die St.-Johannes-Nepomuk-Kirche ist eine katholische Kirche in Eberbach im Rhein-Neckar-Kreis im Nordwesten Baden-Württembergs. Sie wurde zwischen 1884 und 1887 erbaut und ist bereits die vierte Kirche an dieser Stelle. Sie gilt als Wahrzeichen Eberbachs.

## Geschichte
Die Eberbacher Pfarrei gehörte zum Bistum Würzburg und muss daher noch vor dem Jahr 1000 gegründet worden sein. Die Kirche befand sich außerhalb der Stadtmauern. 1429 wurde in der Stadt eine neue Kirche errichtet und die alte Kirche wurde zur Friedhofskirche. Sie wurde 1488 wegen Baufälligkeit durch einen Neubau ersetzt. 1556 führte der pfälzische Kurfürst Ottheinrich die Reformation ein. Nachdem wieder ein katholischer Zweig der Wittelsbacher an die Regierung gekommen war, gab es an der Stadtkirche von 1698 bis 1707 ein Simultaneum, bis sie bei der Pfälzischen Kirchenteilung den Reformierten zugesprochen wurde und die Katholiken die Friedhofskirche erhielten.
Im 18. Jahrhundert war die Kirche baufällig geworden. Bis 1782 wurde deswegen ein neues Langhaus im Barockstil an den alten Turm gebaut. Bereits vierzig Jahre später wurden allerdings erneut Schäden festgestellt, die vom feuchten Untergrund herrührten. Nachdem 1835 der Friedhof verlegt worden war, konnte eine neue große Kirche errichtet werden. Die Pläne stammten von Adolf Williard unter Mitarbeit von Bauinspektor Wilhelm Lutz, die Bauleitung hatte der junge Ludwig Maier. Zwischen 1884 und 1887 wurde der Bau ausgeführt, der wie bereits der Vorgänger Johannes Nepomuk geweiht wurde.
1950 und 1970/71 wurde die Kirche saniert. Die Gemeinde gehört heute zur Seelsorgeeinheit Neckartal-Hoher Odenwald Edith Stein im Dekanat Mosbach-Buchen im Erzbistum Freiburg.

## Beschreibung
Die St.-Johannes-Nepomuk-Kirche steht im Nordosten der Kernstadt. Sie ist eine der wenigen Kirchen, die im Stil der Neorenaissance erbaut wurden. Die geostete dreischiffige Gewölbebasilika besitzt eine markante Doppelturmfassade aus Buntsandstein. Über dem Hauptportal befinden sich Statuen der vier Evangelisten mit ihren Symbolen. Auf dem Abschluss der Front thront der Erzengel Michael, der alte Kirchenpatron von Eberbach. Alle fünf Statuen stammen vom Bildhauer Julius Seitz. Die Portale schuf 1970 Hermann Koziol. Sie zeigen Szenen aus dem Leben St. Johannes Nepomuks und aus der Bibel.
Die Fenster im Chor stellen biblische Szenen dar. Sie wurden 1970 von Valentin Feuerstein gestaltet. Ambo, Zelebrationsaltar und Werktagsaltar sind aus Muschelkalk. Den Tabernakel schuf 1951 Anton Kunz.

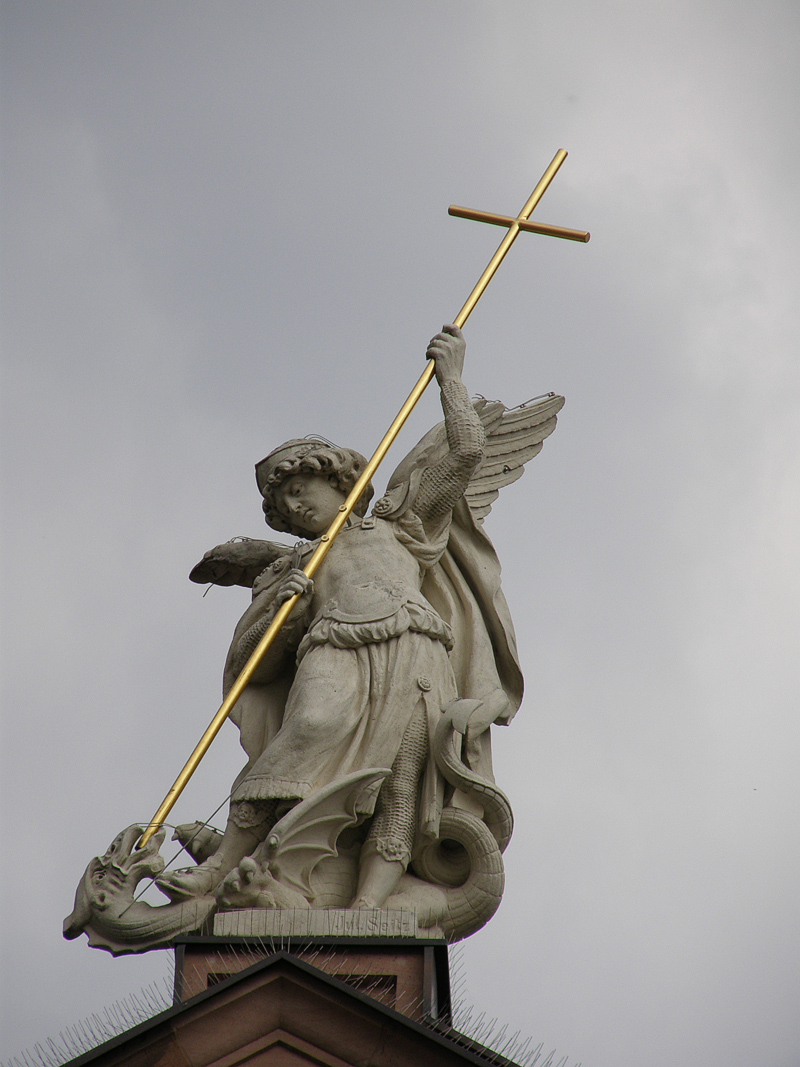
Erzengel Michael
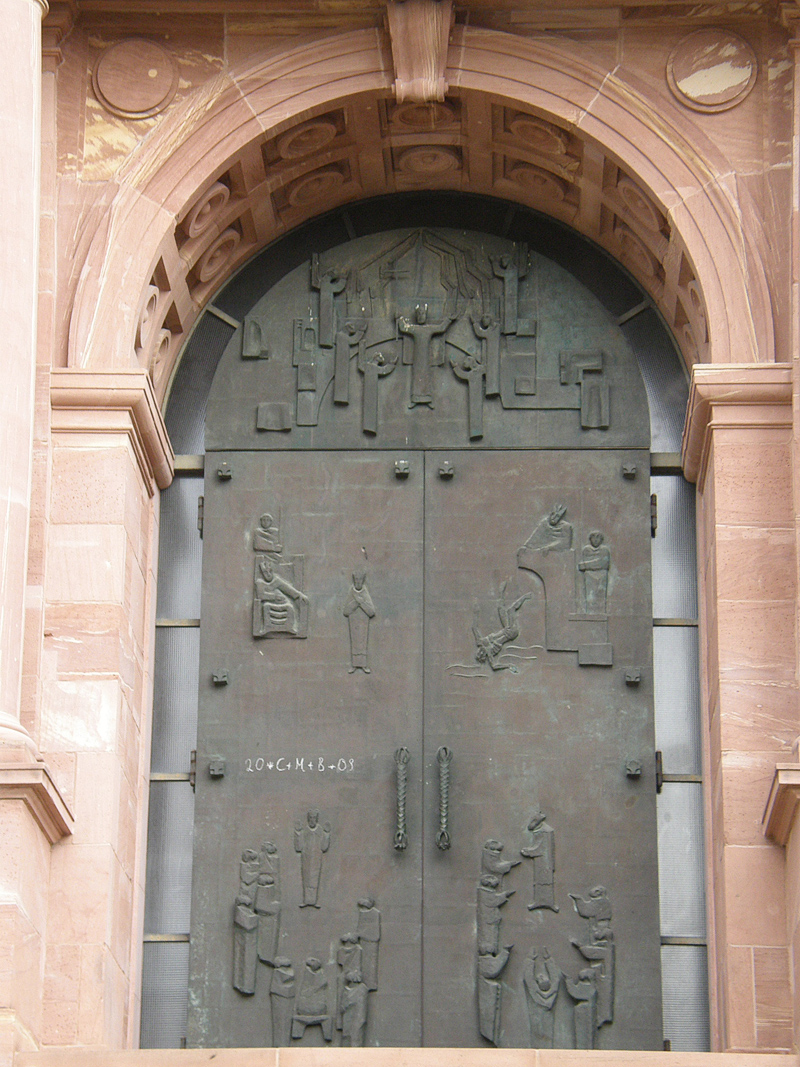
Hauptportal
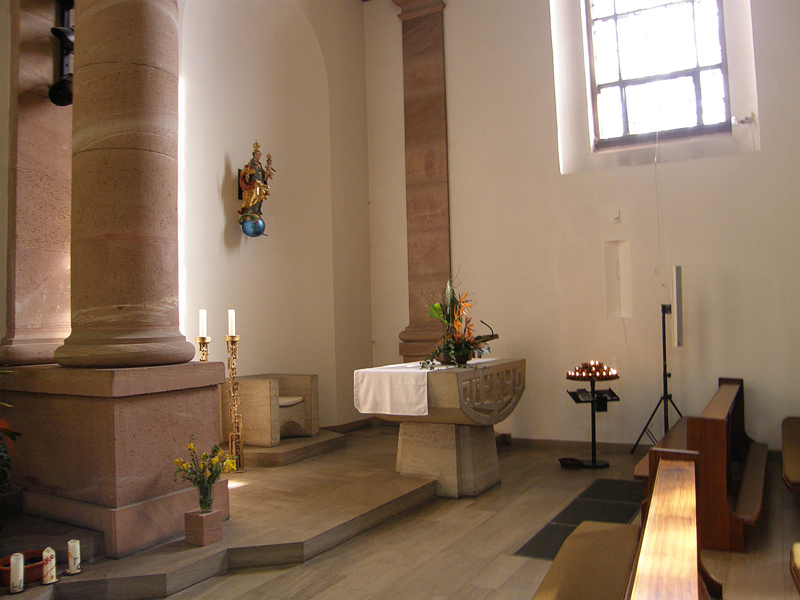
Werktagsaltar
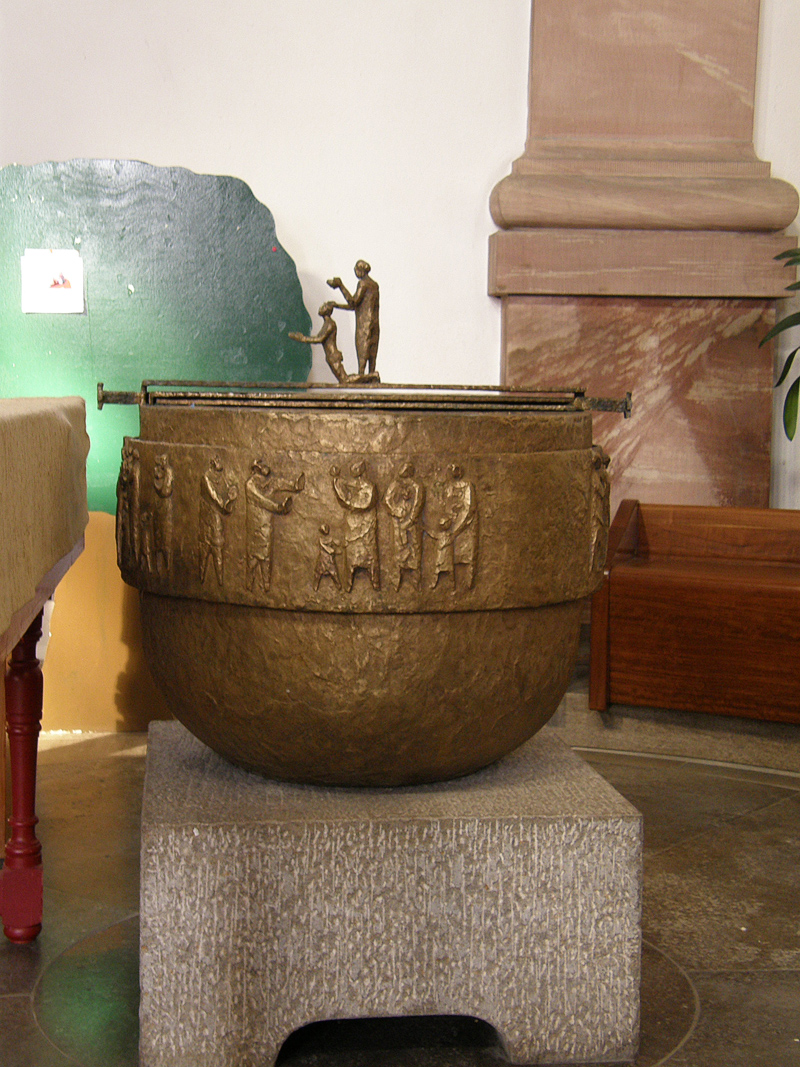
Taufbecken

## Orgel

Orgelprospekt

Die Orgel wurde 1972 von Hans-Theodor Vleugels erbaut. 2015 wurde das Instrument durch die Giengener Orgelmanufaktur Gebr. Link und die Firma Trefz aus Stuttgart klanglich umgestaltet und erhielt einen neuen Spieltisch. Mit 56 Registern verteilt auf drei Manuale und Pedal und rund 3800 Pfeifen gehört sie zu den größten Orgeln des nordbadischen Raumes. Die Prospektgestaltung der Orgel geht auf den Eberbacher Architekten und Musiker Gustav Rumstadt zurück. Die Spiel- und Registertrakturen sind elektrisch.
| I Hauptwerk C–a3 |                       |         |     |
| 01.              | Gedacktpommer         | 16′     |     |
| 02.              | Principal             | 08′     |     |
| 03.              | Flöte                 | 08′     | (n) |
| 04.              | Viola                 | 08′     | (n) |
| 05.              | Octav                 | 04′     |     |
| 06.              | Spitzflöte            | 04′     | (n) |
| 07.              | Quinte                | 02′     | (n) |
| 08.              | Superoctav            | 02′     |     |
| 09.              | Sesquialter           | 01 3⁄5′ | (n) |
| 10.              | Mixtur V              |         |     |
| 11.              | Cornett VI            | 08′     |     |
| 12.              | Trompete              | 08′     | (n) |
| 13.              | Trompette en Chamade0 | 08′     |     |
|                  | Carillon              |         |     |

| II Positiv C–a3 |                   |        |     |
| 14.             | Holzgedackt       | 8′     |     |
| 15.             | Quintade          | 8′     |     |
| 16.             | Salicional        | 8′     | (n) |
| 17.             | Principal         | 4′     |     |
| 18.             | Rohrflöte         | 4′     |     |
| 19.             | Nazard            | 2 ⁄3′  | (n) |
| 20.             | Octav             | 2′     |     |
| 21.             | Hörnlein          | 1 3⁄5′ |     |
| 22.             | Quinte            | 1 ⁄3′  |     |
| 23.             | Scharffcymbel IV0 |        |     |
| 24.             | Stahlspiel II     |        |     |
| 25.             | Krummhorn         | 8′     | (n) |
|                 | Tremulant         |        |     |

| III Schwellwerk C–a3 |                 |         |     |
| 26.                  | Principal       | 08′     | (n) |
| 27.                  | Metallgedackt   | 08′     |     |
| 28.                  | Gamba           | 08′     |     |
| 29.                  | Schwebung       | 08′     |     |
| 30.                  | Octav           | 04′     |     |
| 31.                  | Harmonic Flute0 | 04′     | (n) |
| 32.                  | Rohrnasat       | 02 ⁄3′  |     |
| 33.                  | Blockflöte      | 02′     |     |
| 34.                  | Terz            | 01 3⁄5′ |     |
| 35.                  | Septime         | 01 ⁄7′  |     |
| 36.                  | Octävlein       | 01′     |     |
| 37.                  | Plein Jeu III–V |         |     |
| 38.                  | Fagott          | 16′     |     |
| 39.                  | Trompete        | 08′     |     |
| 40.                  | Oboe            | 08′     | (n) |
| 41.                  | Clairon         | 04′     |     |
|                      | Tremulant       |         |     |

| Pedal C–g1 |                 |         |     |
| 42.        | Untersatz       | 32′     |     |
| 43.        | Principalbass   | 16′     |     |
| 44.        | Subbass         | 16′     |     |
| 45.        | Holzoctav       | 08′     |     |
| 46.        | Violon          | 08′     | (n) |
| 47.        | Gedacktpommer0  | 08′     |     |
| 48.        | Quintgedackt    | 05 1⁄3′ |     |
| 49.        | Choralbass      | 04′     |     |
| 50.        | Terz            | 03 1⁄5′ | (n) |
| 51.        | Waldflöte       | 02′     |     |
| 52.        | Bauernschall II |         |     |
| 53.        | Hintersatz IV   |         |     |
| 54.        | Posaune         | 16′     |     |
| 55.        | Trompete        | 08′     | (n) |
| 56.        | Klarine         | 04′     |     |

- Koppeln: II/I, III/I, III/II, I/P, II/P, III/P
- Oktavkoppeln: Super III/P, Sub II/I, Sub II/II, Sub III/I, Sub III/III
- elektrische Spiel- und Registertraktur, elektronischer Setzer, beweglicher Spieltisch
- Anmerkungen:

(n) = nachträglich hinzugefügtes Register (2016 bzw. 2018)

## Geläut
In den Türmen von St. Johannes Nepomuk hängen 5 Bronze-Glocken, die 1954 von der Glockengießerei F. W. Schilling (Heidelberg) gegossen wurden. 2004 wurden die Eichenholz-Glockenstühle neu errichtet.
| Nr. | Name             | Durchmesser (mm) | Masse (kg) | Nominal (16tel) | Turm |
| --- | ---------------- | ---------------- | ---------- | --------------- | ---- |
| 1   | Michael          | 1355             | 1662       | d1 ±0           | Nord |
| 2   | Maria            | 1169             | 1111       | f1 +2           | Nord |
| 3   | Johannes Nepomuk | 1031             | 746        | g1 ±0           | Süd  |
| 4   | Pius             | 920              | 528        | b1 +2           | Süd  |
| 5   | Schutzengel      | 819              | 371        | c2 +2           | Süd  |